# T2000
T2000 var et togsæt, der blev benyttet på T-banen i Oslo fra 1995 til 2009, især på Holmenkollbanen.

## Historie
T2000 omfattede seks tovogns togsæt, der blev leveret fra ADtranz Strømmen (tidligere Strømmens Værksted/ABB Strømmen) i 1994 til erstatning for de gamle teakvogne af HKB 600-serien fra Holmenkollbanen. T2000 var de første T-banetog med gennemgang mellem vognene. De var desuden de første, der både kunne bruge køreledning, som man benyttede på Holmenkollbanen og Kolsåsbanen, og strømskinne som man benyttede på resten af T-banen. De blev dog ikke benyttet på Kolsåsbanen, da de ikke kunne køres som trevognstog. I stedet benyttedes de normalt kun på linje 1, der betjente Holmenkollbanen.
Efter leveringen viste togene sig imidlertid at være så ustabile, at de kun undtagelsesvist kunne bruges i normal trafik. Allerede fire døgn efter at de var sat i drift i april 1995, befandt de sig alle sammen på værksted. Den første tid efter at de var sat i normal trafik, stoppede togene til stadig på grund af indkøringsvanskeligheder. I marts 1997 blev samtlige tog taget ud af drift for undersøgelse. Årsagen var en ulykke, hvor en ti år gammel dreng var blevet slæbt efter et tog med hånden fastklemt i døren.
I 2006 begyndte man at sætte den ny generation af T-banetog, MX3000, i drift til erstatning for de ældre vogne. Det var dog ikke umiddelbart tanken at erstatte T2000, da MX3000 ikke kunne køre med køreledning. Imidlertid blev det i 2008 besluttet at ombygge Holmenkollbanen til drift med strømskinne, så MX3000 også kunne betjene denne bane efter ombygningen i 2010.
T2000 blev taget ud af drift 1. maj 2009. I første omgang blev de hensat på ubestemt tid, men de kom aldrig tilbage i drift, eftersom MX3000 havde overtaget driften af Holmenkollbanen. Desuden blev det anset for at være for dyrt at holde seks togsæt i drift med oplæring af lokomotivførere, værkstedspersonale m.fl. og et reservedelslager med dele man selv måtte lave, fordi togsættet ikke længere produceredes. I stedet blev de sendt til ophugning hos Hellik Teigen i Hokksund i 2011 og 2012 med undtagelse af vogn 2006 og 2007, der er bevareret af Lokaltrafikkhistorisk forening.